# Pye Records
Pye Records va ser un segell discogràfic fundat en 1953 al Regne Unit, com una divisió de l'empresa Pye & Company Ltd En els seus primers anys es va denominar Pye Nixa Records, després de comprar les cases discogràfiques Nixa i Polygon. En 1959 i després que l'empresa de televisió ATV va comprar la meitat dels seus drets, va passar a cridar-se simplement Pye Records i amb això també es va crear els Pye Studios.
El 1980 i després que caduquessin els seus drets per l'ús del nom Pye, es van anomenar PRT Records, que va durar fins a finals de 1989 quan tot el seu catàleg es va vendre a Castle Communications. Al juliol de 2006, Sanctuary Records el va reactivar com a segell de música indie i alternativa, però el projecte va ser abandonat quan Universal Music Group va comprar Sanctuary el 2007.
Com a dada, Pye Records va ser l'últim gran segell en llançar senzills en format vinil de 7 " amb 45 RPM.

## Història

### Primers anys
En 1896 William George Pye va fundar l'empresa Pye & Company Ltd, que durant anys es va dedicar a la fabricació de televisors, ràdios i equips de telecomunicacions. A principis dels cinquanta la seva junta directiva va decidir ampliar el seu negoci a la indústria musical, i per això el 1953 van comprar Nixa Records. Dos anys més tard van adquirir el segell independent Polygon Records de Alan A. Freeman i Leslie Clark i des de llavors es va crear Pye Nixa Records, que durant els seus primers anys els seus principals artistes van ser Petula Clark -filla de Leslie Clark- i Lonnie Donegan.
El 1958 es va crear la seva primera subsidiària Pye International Records, que va adquirir llicències de discogràfiques estrangeres com 20th Century, Kama Sutra, Colpix, King, Warner Bros, Buddah, Chess i A & M, per publicar les seves respectives produccions al mercat britànic. A l'any següent l'empresa de televisió Associated Television (ATV) va comprar el 50% de l'segell, i va passar a cridar-se simplement Pye Records.

### Anys seixanta i setanta: noves subsidiàries
Poc temps després que ATV va adquirir la meitat del segell es va fundar la subsidiària Pye Golden Guinea Records, l'objectiu de la qual era rellançar tot el catàleg publicat anteriorment en la dècada dels cinquanta. L'abril del 1961 van fundar Picadilly Records amb el que van signar artistes com Joe Brown &amp; the Bruvvers, Clinton Ford, The Rockin 'Berries, Sounds Orchestral, The Sorrows i Jackie Trent, i que va tenir com a enfocament principal a noves bandes de música beat i música popular. El 1966 quan ATV va comprar el 100% de la casa discogràfica, tant Pye Golden Guinea com Picadilly van ser tancats i totes les seves produccions van ser afegides a la nova subsidiària Dawn Records, fundada el 1970. Dawn Records va tenir com a objectiu principal la promoció i venda d'agrupacions lligades al rock progressiu, jazz, blues i folk, tenint com a principal artista la banda Mungo Jerry. No obstant això, l'empresa matriu va decidir tancar-la el 1975 per centrar esforços i enfocar-se de ple en Pye Records.

### Canvi de nom a PRT Records i posterior venda
El 1980 els seus drets per utilitzar el nom Pye van caducar i per això van canviar el seu nom a PRT Records, abreviatura de Precision Records and Tapes. Durant els vuitanta van fundar les subsidiàries Fanfare Records, enfocada a la música soul i l'artista principal va ser la cantant Sinitta ; R&B Records, es va enfocar en la música disco i electrònica, tenint com a principal artista la banda Imagination, mentre que Splash Records va estar destinat a l' synthpop i el pop, els artistes principals van ser The RAH Band i Jigsaw. Per a finals de 1989 el segell cessar les seves operacions i a l'any següent tot el seu catàleg es va vendre a Castle Communications .

## Llista d'artistes
A continuació una llista d'alguns artistes que van formar part del segell.
| - Acker Bilk - Brotherhood of Man - Carl Douglas - Clem Curtis - David Bowie - Donovan - Joe Dolan - Long John Baldry | - Lonnie Donegan - Mark Wynter - Mungo Jerry - Petula Clark - Sounds Orchestral - Status Quo - Sandie Shaw - The Flying Machine | - The Foundations - The Ivy League - The Kinks - The Remo Four - The Searchers - Tommy Steele - Trader Horne - Velvett Fogg |